# Ренсимен, Уолтер, 1-й виконт Ренсимен Доксфордский
Уолтер Ренсимен, 1-й виконт Ренсимен Доксфордский (англ. Walter Runciman, 1st Viscount Runciman of Doxford; 19 ноября 1870 — 14 ноября 1949) — видный политический деятель Великобритании, либерал, а затем национал-либерал, министр, лорд, президент Тайного совета. Его дипломатическая миссия 1938 года в Чехословакии сыграла ключевую роль в реализации британской политики умиротворения нацистской Германии, предшествовавшей Второй мировой войне. Отец историка Стивена Рансимена.

## Предки
Уолтер Ренсимен родился 19 ноября 1870 года в семье судовладельца-магната, Уолтера Ренсимена (1847—1937), возведённого в достоинство пэра (с титулом 1-й барон Ренсимен). Он получил образование в Школе Хартон в в Саут-Шилдс и в Тринити-колледже Кембриджского университета, где он получил степень магистра истории в 1892 году.

## Политическая карьера
Уолтер Ренсимен впервые стал членом Палаты общин в 1899 году по округу Олдэм, обойдя двух соперников из консервативной партии, одним из которых был Уинстон Черчилль. Впрочем, уже на следующий год, на всеобщих выборах 1900 года Черчилль одержал над Ренсименом победу.

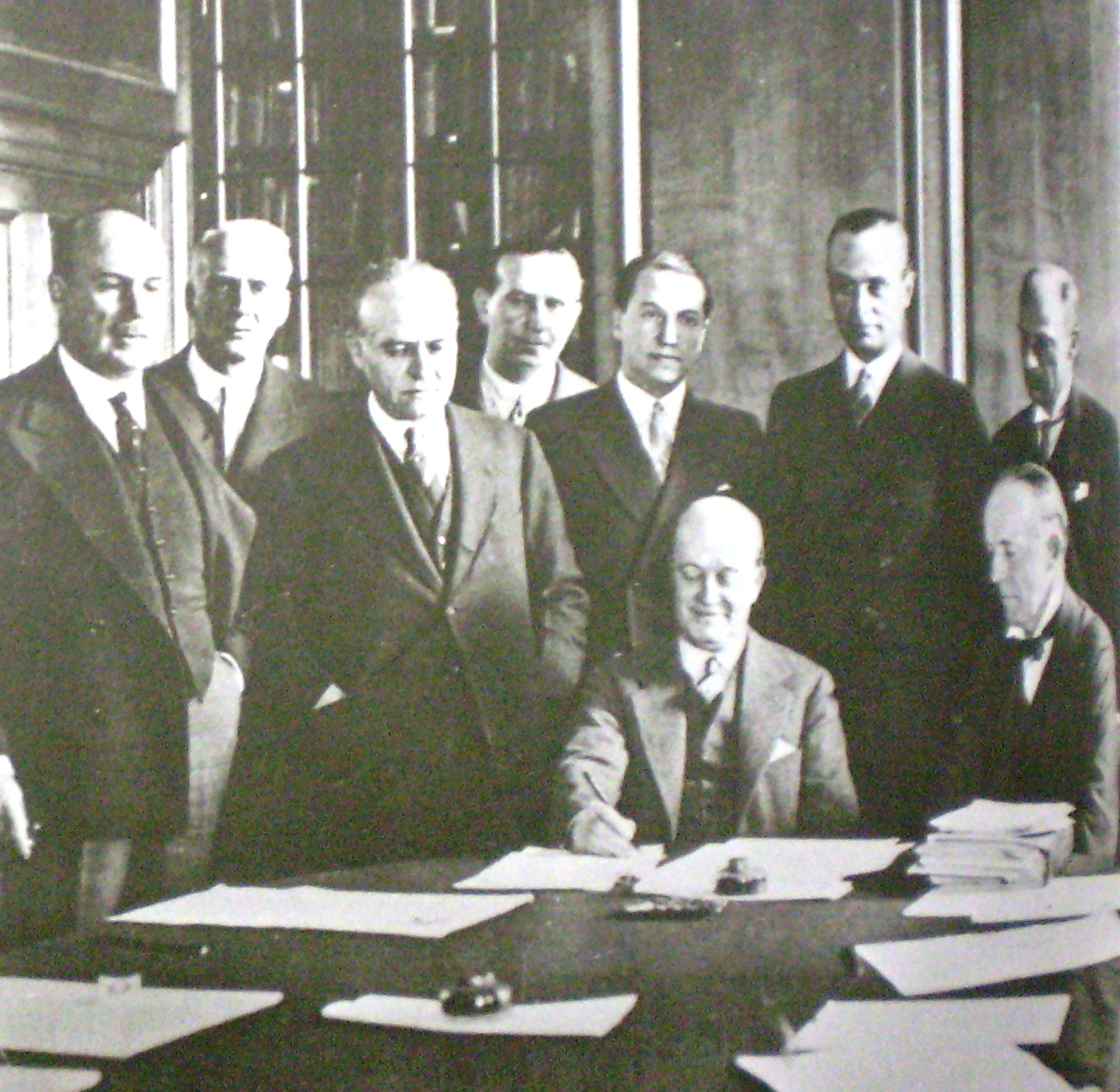
Ренсимен (справа) и вице-президент Аргентины Х. Рока при подписании пакта Рока — Ренсимена (1930)

В апреле 1908 года Уолтер Ренсимен принёс присягу Его Величества Почтеннейшему Тайному совету, после чего в кабинете либерального премьер-министра Г. Асквита последовательно занимал ряд министерских постов:
- с 12 апреля 1908 года — министр образования Великобритании (президент Совета по образованию, англ. President of the Board of Education)
- с 23 октября 1911 года — министр сельского хозяйства (англ. President of the Board of Agriculture)
- с 6 августа 1914 года по 5 декабря 1916 года — министр торговли (англ. President of the Board of Trade).

## Семья
23 августа 1898 года Уолтер Ренсимен женился на Хильде Стивенсон (28 сентября 1869 — 28 октября 1956), дочери промышленника и либерального политика Джеймса Кохрана Стивенсона. у супругов было пятеро детей:
- Уолтер Лесли Рансимен, 2-й виконт Рансимен из Доксфорда (26 августа 1900 — 1 сентября 1989), старший сын и преемник отца.
- Достопочтенная Маргарет Рансиман (23 сентября 1901 — 5 августа 1944)[6], британская лётчица. Её первым мужем был Родерик Сидней Кинг-Фарлоу (1925—1936), в 1938 году она во второй раз вышла замуж за лётчика Дугласа Кейта Фейрвезера.
- Достопочтенный Сэр Джеймс Кокран Стивенсон Рансимен (7 июля 1903 — 1 ноября 2000), известный британский историк.
- Достопочтенная Рут Рансиман (2 августа 1907 — 24 января 1971), она вышла замуж первым браком в 1936 году за Джорджа Александра Холмдена, от брака с которым у неё было двое детей. Они развелись в 1948 году. В 1950 году она вышла замуж вторично за Эллиота Рассела Карслейка Бовилла.
- Достопочтенная Кэтрин Рансиман (4 декабря 1909 — 19 июля 1998), 1-й муж с 1951 года Оливер Томас Фаррер, 4-й барон Фаррер; 2-й муж с 1955 года сэр Морис Легат Лайелл.

Лорд Рансимен из Доксфорда скончался в ноябре 1949 года в возрасте 78 лет, ему наследовал его старший сын Лесли. Леди Рансимен умерла в 1956 году в возрасте 87 лет.